# دستگاه مختصات
دستگاه مختصات (به انگلیسی: Coordinate System) به دستگاهی برای تناظر یک به‌یک مجموعه‌ای از n کمیت عددی یا اسکالر با فضای n بعدی گفته می‌شود. در فضای n-بعدی، تعداد n و دقیقاً n پارامتر برای تعیین مختصات لازم است.
در سیستمهای فیزیکی تعداد پارامترهای لازم برای تعیین مختصات یک شیء در فضای فاز برابر با درجات آزادی آن شی در آن سیستم است.

## رایج‌ترین دستگاه‌های مختصات
- محور اعداد
- دستگاه مختصات دکارتی
- دستگاه مختصات قطبی
- دستگاه مختصات کروی
- مختصات ذاتی
- مختصات خمیده‌خط